# Ludwig Daniel Büttner
Ludwig Daniel Büttner (* 31. Oktober 1712 in Sugenheim; † 23. September 1786 in Weimar) war ein sachsen-weimarischer Jurist und Kammerherr in Weimar. Er war Kammercommisarius (Geheimer Kammerrat).

## Leben
Büttner wurde von den Freiherren von Seckendorff von Sugenheim zunächst nach Hellingen in Thüringen geschickt und war dort Seckendorfischer Gerichtsverwalter. Er war Taufpate von Ludwig Daniel Heyd (1743–1801), einem späteren Kasseler Hofbildhauer. Ab 1748 war er an der herzoglichen Kammer in Weimar beschäftigt und somit zumindest 1786 der dienstälteste Beamte, zum Zeitpunkt seines Dispenses mit Besoldung. In Weimar fungierte Büttner unter Goethe de facto als Kammerpräsident. Büttner lieferte an das Geheime Consilium einen Bericht über die bedrohliche Lage über die Finanzen der Kammer und über die Ursache deren Zustandekommens, die Fehlentwicklungen der vorangegangenen Jahre. Schon 1780 merkte Büttner an, dass Anton Georg Hauptmann beim Bau des Redoutenhauses zu keiner Zeit die Kosten richtig kontrollieren konnte und gezwungen war den Bau zu verkaufen. Der Bau wurde deutlich teurer als veranschlagt.
Er war Vater von Friedrich Carl Büttner. Karl August Büttner wiederum war sein Enkel.